# محمود يافوز
محمود يافوز (بالتركية: Mahmut Yavuz)‏ هو عداء مراثوني تركي، ولد في 1982.